# Longitarsus pratensis
Longitarsus pratensis là một loài bọ cánh cứng trong họ Chrysomelidae. Loài này được Panzer miêu tả khoa học năm 1794.